# Било (Добричская область)
Било (болг. Било) — село в Болгарии. Находится в Добричской области, входит в общину Каварна. Население составляет 41 человек.

## Политическая ситуация
Било подчиняется непосредственно общине и не имеет своего кмета.
Кмет (мэр) общины Каварна —  Цонко Здравков Цонев (независимый) по результатам выборов.